# Homoporus febriculosus
Homoporus febriculosus är en stekelart som först beskrevs av Girault 1917.  Homoporus febriculosus ingår i släktet Homoporus och familjen puppglanssteklar. Arten är reproducerande i Sverige. Inga underarter finns listade i Catalogue of Life.